# 대마디말과
대마디말과(Cladophoraceae)는 갈파래강 대마디말목에 속하는 녹조류과의 하나이다. 9속 310종으로 이루어져 있다.

## 하위 속
- Bryobesia
- Chaetomorpha
- 다마디말속 (Cladophora)
- Hormiscia
- Prolifera
- Rama
- 헛뿌리말속 (Rhizoclonium)
- Spongiochrysis
- Willeella